# Liste der Monuments historiques in Villers-sur-le-Mont
Die Liste der Monuments historiques in Villers-sur-le-Mont führt die Monuments historiques in der französischen Gemeinde Villers-sur-le-Mont auf.

## Liste der Objekte
| Bezeichnung                 | Beschreibung                                                                   | Standort                         | Kennzeichnung | Schutzstatus | Datum | Bild |
| --------------------------- | ------------------------------------------------------------------------------ | -------------------------------- | ------------- | ------------ | ----- | ---- |
| Skulptur Heiliger Nikolaus  | Holz, 16. Jahrhundert                                                          | in der Kirche St-Boniface (Lage) | PM08001280    | Inscrit      | 1993  |      |
| Fragmente eines Taufbeckens | Stein, 12. Jahrhundert; vermutlich aus der abgetragenen Kirche von Yvernaumont | in der Kirche St-Boniface (Lage) | PM08001279    | Inscrit      | 1993  |      |